# Mairie du 9e arrondissement de Paris

Logo de la mairie du 9e arrondissement de Paris.

La mairie du 9e arrondissement de Paris est un bâtiment administratif situé au 6, rue Drouot dans le 9e arrondissement de Paris.
Elle occupe l’hôtel d’Augny puis Aguado, construit à partir de 1748 par l’architecte Charles-Étienne Briseux pour le fermier général Alexandre Estienne, baron d’Augny. Cet hôtel devient à partir de 1829 la propriété du banquier Alexandre Marie Aguado, marquis de Las Marismas del Guadalquivir.
En 1848, l’hôtel est acquis par la ville de Paris et devient la mairie de l’ancien 2e arrondissement, puis accueille les services municipaux de la mairie du 9e arrondissement de Paris à partir de 1860.

## Situation
Situé non-loin de l’hôtel de ventes Drouot, sis au no 9, l’hôtel est desservi par la ligne 7, station Le Peletier et par les lignes 8 et 9, station Richelieu-Drouot.

## Historique

### L'hôtel d'Augny
Entre 1746 et 1748, le fermier général Alexandre Estienne, baron d’Augny, acquiert trois lots de terrain à bâtir représentant une surface totale d’environ un hectare. Il charge alors l’architecte Charles-Étienne Briseux, d’y construire un hôtel qui est terminé un an plus tard. Quelques célèbres artistes de l’époque participent à sa décoration, notamment le sculpteur Nicolas Pineau, qui réalise les sculptures des salons, ainsi que les peintres, Charles André van Loo, Pierre Nicolas Huilliot, François Boucher, Jean-Baptiste-Marie Pierre et Louis-Joseph Le Lorrain qui ornent les plafonds, dessus-de-porte et trumeaux,.
Selon quelques contemporains, l’hôtel d'Augny est « une des plus belles maisons de Paris », ou encore : « avec des petits appartements comme chez le Roi, manège couvert, bains, basse-cour, le tout orné de peintures des plus célèbres artistes ».
Pendant la Révolution, le baron reste reclus en son hôtel ; il demeure l'un des rares fermiers généraux à avoir échappé à la guillotine. Il disparaît sans descendance le 17 janvier 1798 (28 nivôse an VI). Ses biens sont divisés entre ses deux cousins germains, Nicolas Estienne d'Augny et Dominique Joseph Parron, qui hérite de l'hôtel.
L'hôtel est alors loué au maître sellier et carrossier, Nicolas Duchesne, son épouse Antoinette Françoise Gaudry et à Théodore Antoine Adolphe Lasalle, qui signent ensemble un bail d'une durée de 9 ans pour la somme de 19 000 francs annuel.

### Le Cercle des Étrangers
Duchesne utilise une partie de l'hôtel d'Augny pour agrandir sa sellerie du boulevard Montmartre et sous-loue les appartements de prestige de l'hôtel au marquis de Livry et à son épouse, mademoiselle Saulnier, ancienne première danseuse de l'Opéra. Ils y installent un des plus célèbres club de jeux d'Europe : le Cercle des Étrangers.
Sous le Directoire et le Consulat sont organisés de nombreuses fêtes et bals. Ceux de l'hôtel d'Augny, les « bals des Étrangers », sont alors réputés. On y vient jouer masqué, ainsi, sous couvert d'anonymat, certaines grandes fortunes y ont été défaites. Comme cette dame d'honneur de Joséphine qui perdit une somme si considérable au Cercle qu'elle fut révoquée des Tuileries.
Un contemporain décrit alors:« Ces bals donnés par des hommes célèbres ont attiré beaucoup de monde que différents motifs amenaient. Les premières fois il y eut une collation magnifique, servie avec profusion et élégance dans des plats d'argent et de vermeil : on n'avait qu'à désirer et l'on était servi : quelques personnes firent plus que de désirer et prendre des gelées, des glaces, elles trouvèrent les couverts à leur convenance et les emportèrent ; le masque et le déguisement les sauvaient de l'opprobre et de la vindicte générale… D'autres autour d'une longue table de jeu tentaient la fortune et s'exposaient à ses caprices : le fatal trente-et-un, la bouillote plus lentement cruelle ruinaient, enrichissaient ou trompaient tour à tour, ceux qui, tout à l'heure s'applaudissaient de leurs faveurs ou se plaignaient de leurs rigueurs ; plus loin le violon se faisait entendre, la folie avait donné le signal, on dansait ; sous les masques les propos aimables, spirituels, et quelquefois libertins circulaient, et l'on oubliait et le sommeil et la nuit. »
À la suite de quoi l'empereur Napoléon Ier interdit les jeux masqués et l'hôtel d'Augny est surveillé de près.
En 1806, Joseph Parron vend sa propriété à la maison Robillard & Cie, une des plus importantes manufactures de tabac au monde. Robillard fait édifier deux ateliers de fabrication de tabac au fond du jardin tandis que les salons continuent d'abriter les jeux.
En 1813, l'hôtel est à nouveau vendu à Jean Joseph Bernard, à qui Savary avait affermé les jeux de Paris pour une durée de six ans. Sous la Restauration, les jeux du Cercle des Étrangers restent très prisés.
En 1819 la maison et le mobilier servant aux jeux sont loués à Boursault. Les ateliers de la manufacture Robillard sont détruits et le jardin reprend sa taille originale.
Sous Charles X, l'activité des jeux commence à décliner, jusqu'à leur interdiction en 1836, sous Louis-Philippe.

### L'hôtel Aguado

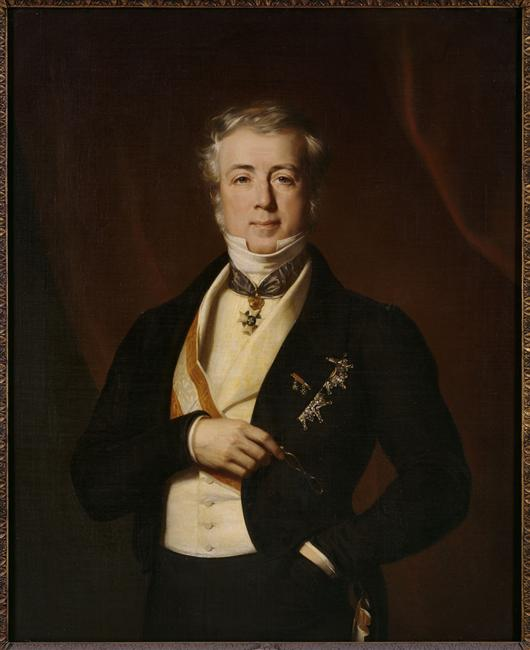
Alexandre Aguado.

En 1829, Jean Joseph Bernard vend sa maison au banquier Alexandre Aguado pour 500 000 francs. L'hôtel d'Augny devient alors l'hôtel Aguado. La décoration intérieure est entièrement transformée ; les ornementations rococo sont remplacées par une décoration plus sobre, typique de l'époque Charles X. Les balcons en fer forgé ainsi que les boutons de porte sont marqués des initiales « AA ».
Aguado conserve l'hôtel jusqu'à son décès, en 1842. La Compagnie d'assurances générales sur la vie des hommes achète la propriété en 1844, pour 1 000 050 francs et le loue aux banquiers Ganneron & Goüin,, mais le fond du jardin est cédé à la société qui gère le passage Jouffroy et qui projette alors de réaliser soit une rue, soit un passage couvert entre le boulevard Montmartre et la rue de la Grange-Batelière. Une porte d'accès à l'hôtel devait être prévue. La société opte pour un passage couvert et la porte existe toujours entre la mairie et le passage Jouffroy.

### La mairie d'arrondissement
En 1848, il est acquis par la ville de Paris pour y installer la mairie de l'ancien 2e arrondissement, puis celle du 9e après l'extension de la capitale en 1860. Deux ailes latérales construites par l'architecte Alfred-Philibert Aldrophe dans un style semblable au bâtiment central remplacent les communs afin d'agrandir les services de la mairie. L'aile droite est achevée en 1885 et celle de gauche en 1890.
Dans la cour se trouvent, à gauche, le monument aux morts du 9e arrondissement et en face, à droite, une statue en bronze de style Art déco, qui représente une allégorie de la Victoire, œuvre de François-Léon Sicard, fondue à la cire perdue dans les ateliers L. Gatti. Cette statue est présentée au Salon de 1932 sous le titre Le IXe arrondissement à ses morts 1914-1918.
Entre 1972 et 1985, l'hôtel, alors en mauvais état, est intégralement restauré sous la direction de l'architecte Jean-Jacques Fernier.

## Galerie

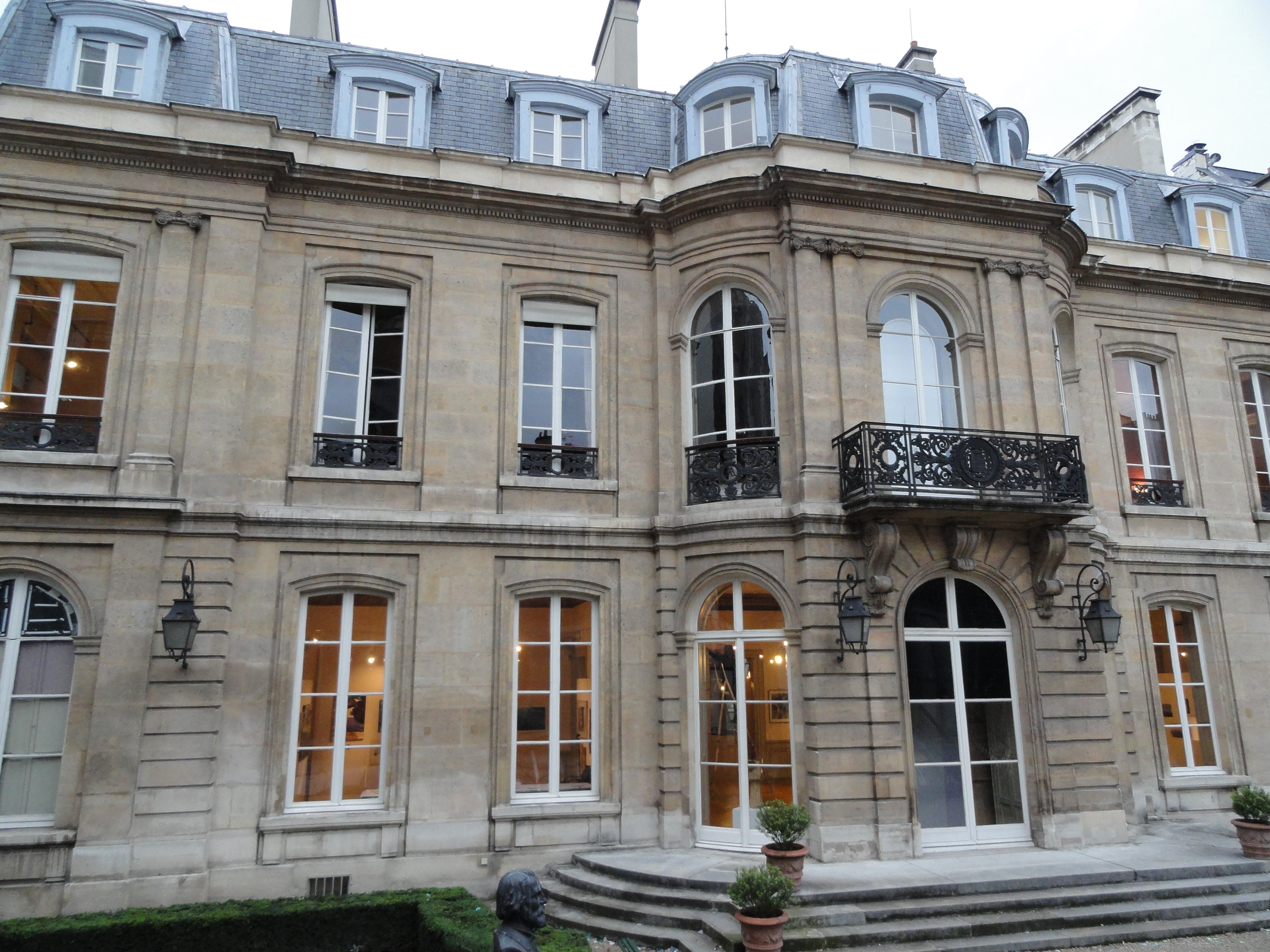
L'arrière de l'hôtel d'Augny, ancien côté jardin.
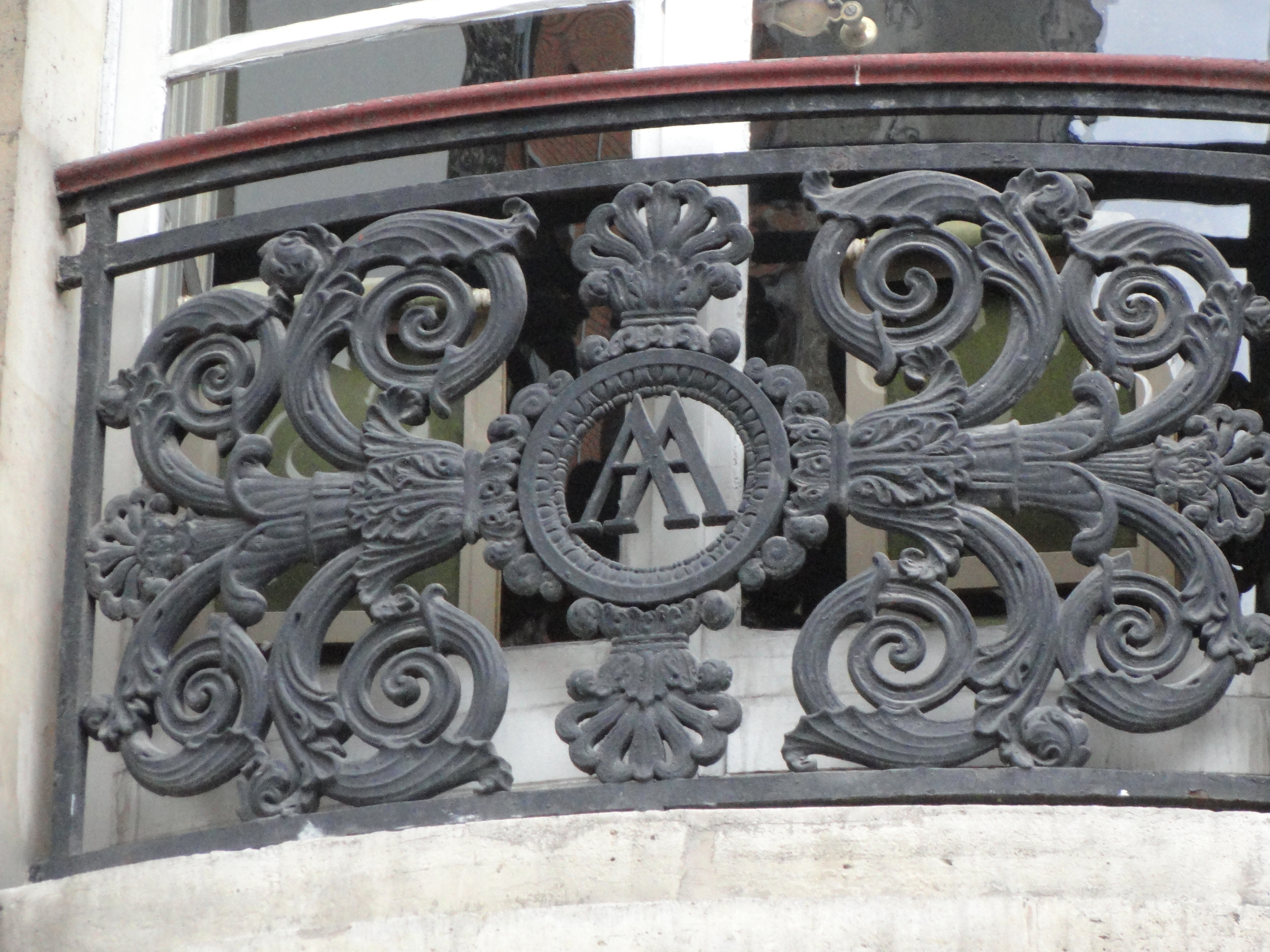
Balcon en fer forgé avec les initiales AA d'Alexandre Aguado.
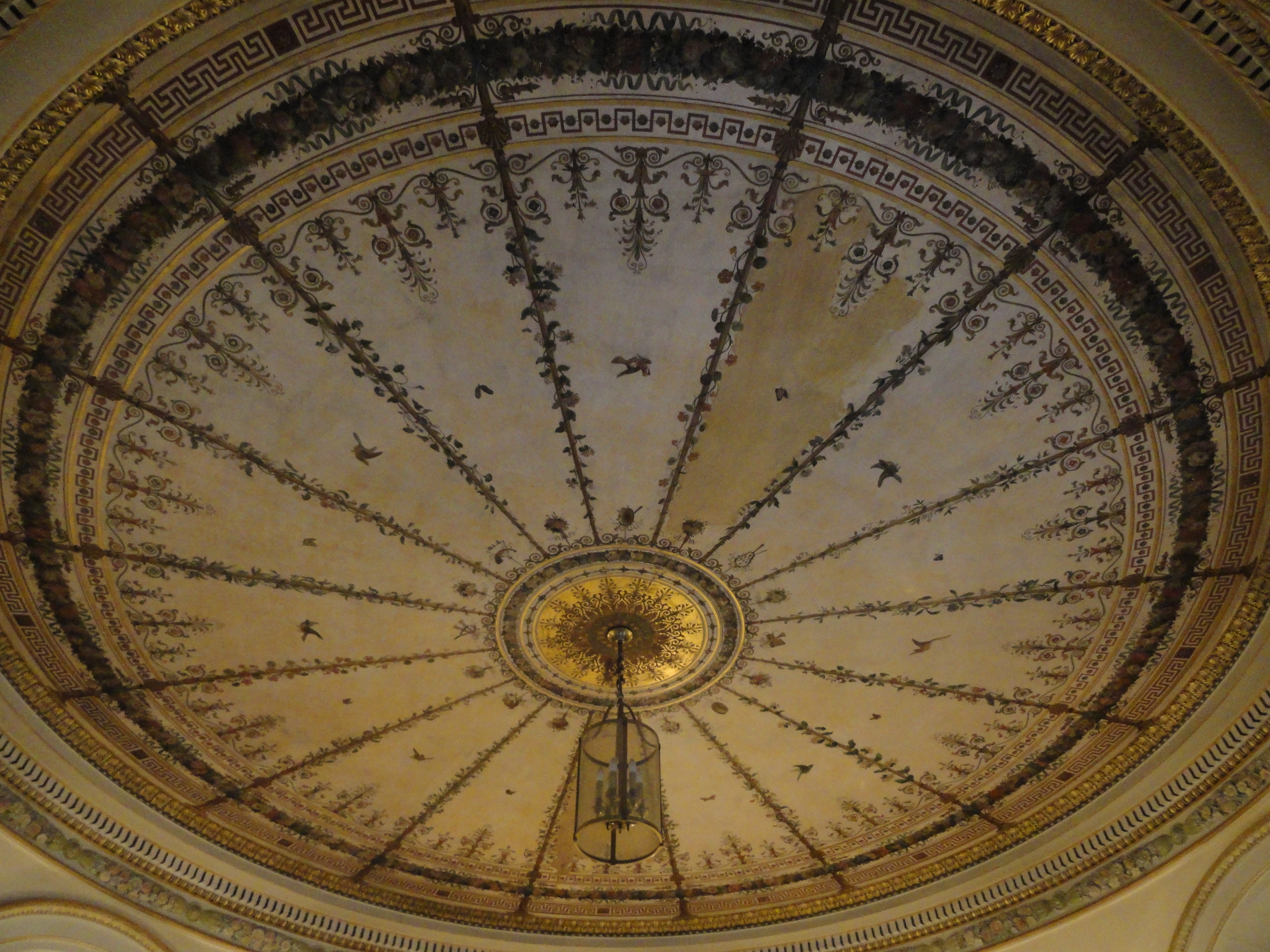
Plafond peint d'une des antichambres. Réalisé vers 1830 en remplacement de la décoration rococo.
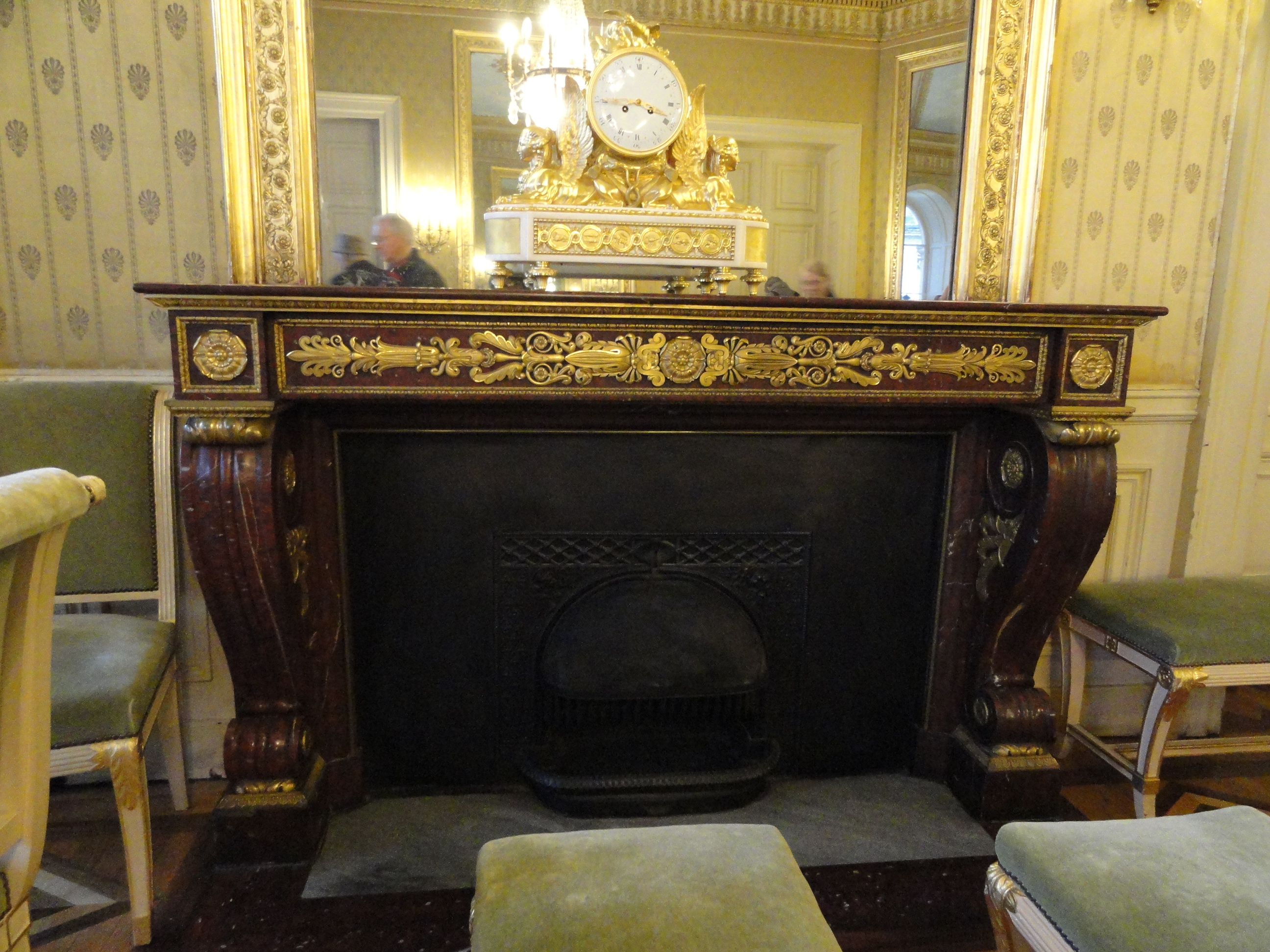
Cheminée dans la salle des mariages, datant des années 1830 (hôtel d'Aguado).
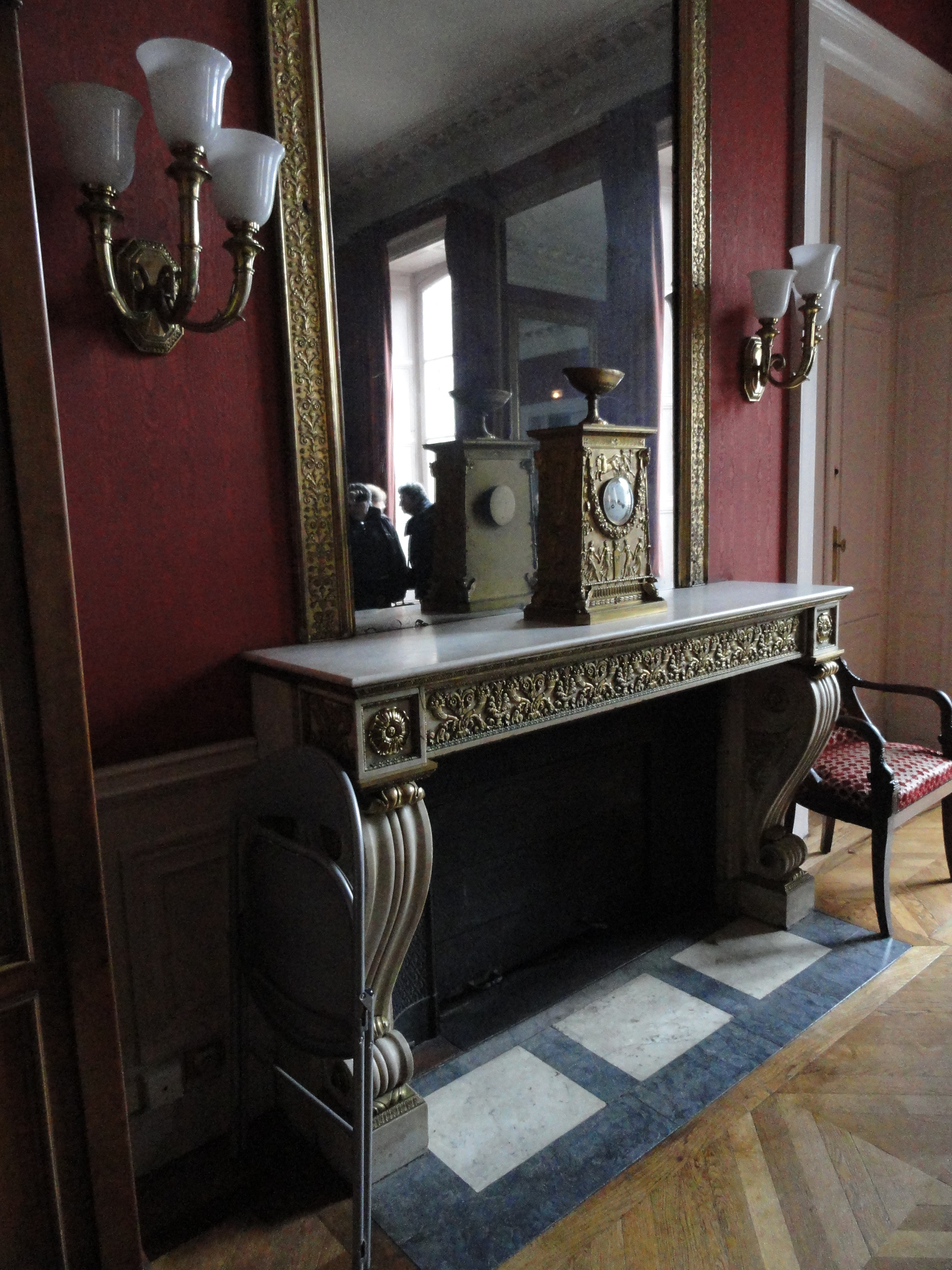
Cheminée dans la salle du conseil, datant des années 1830 (hôtel d'Aguado).
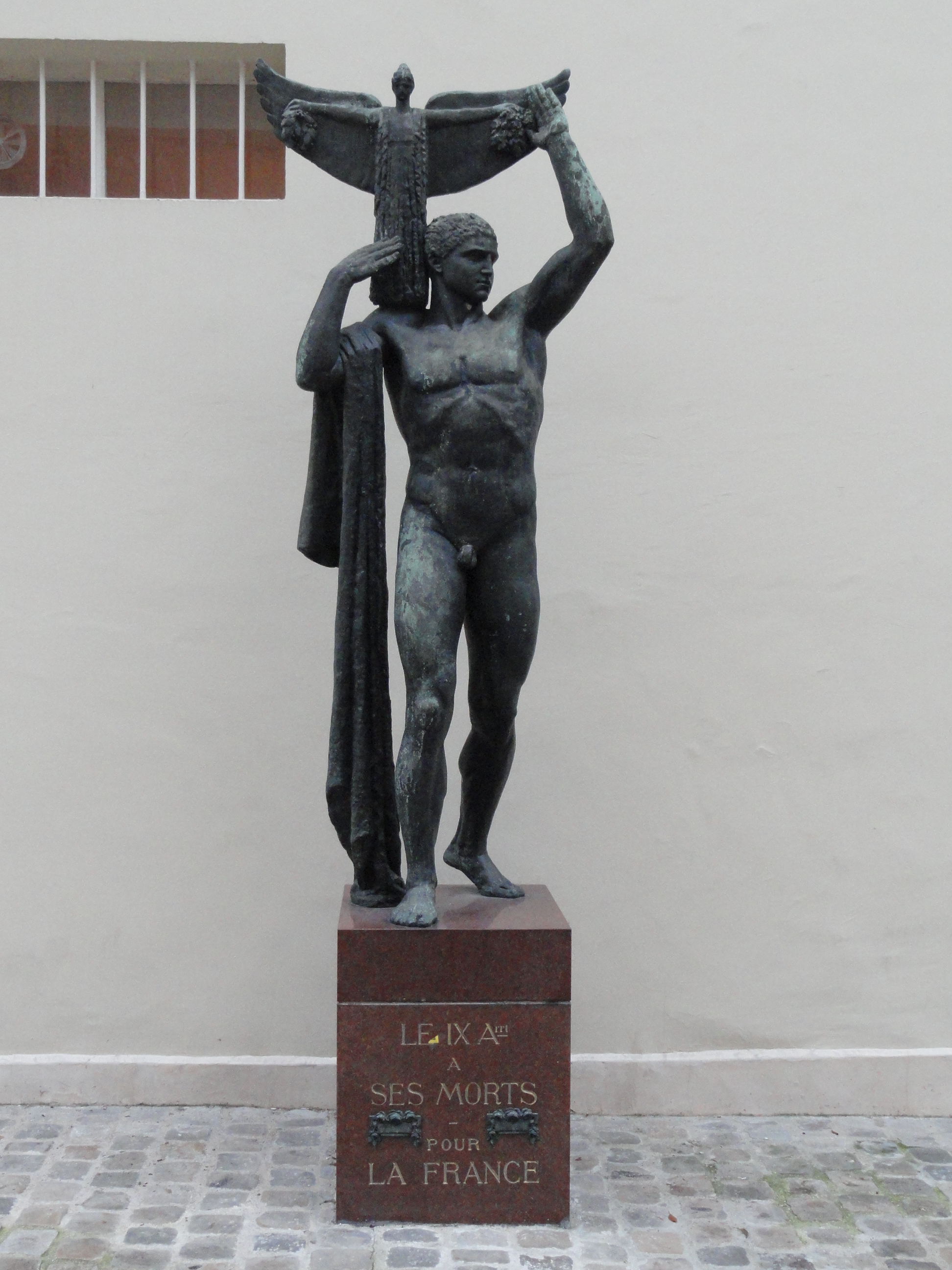
Statue allégorique de la Victoire sculptée par Sicard.
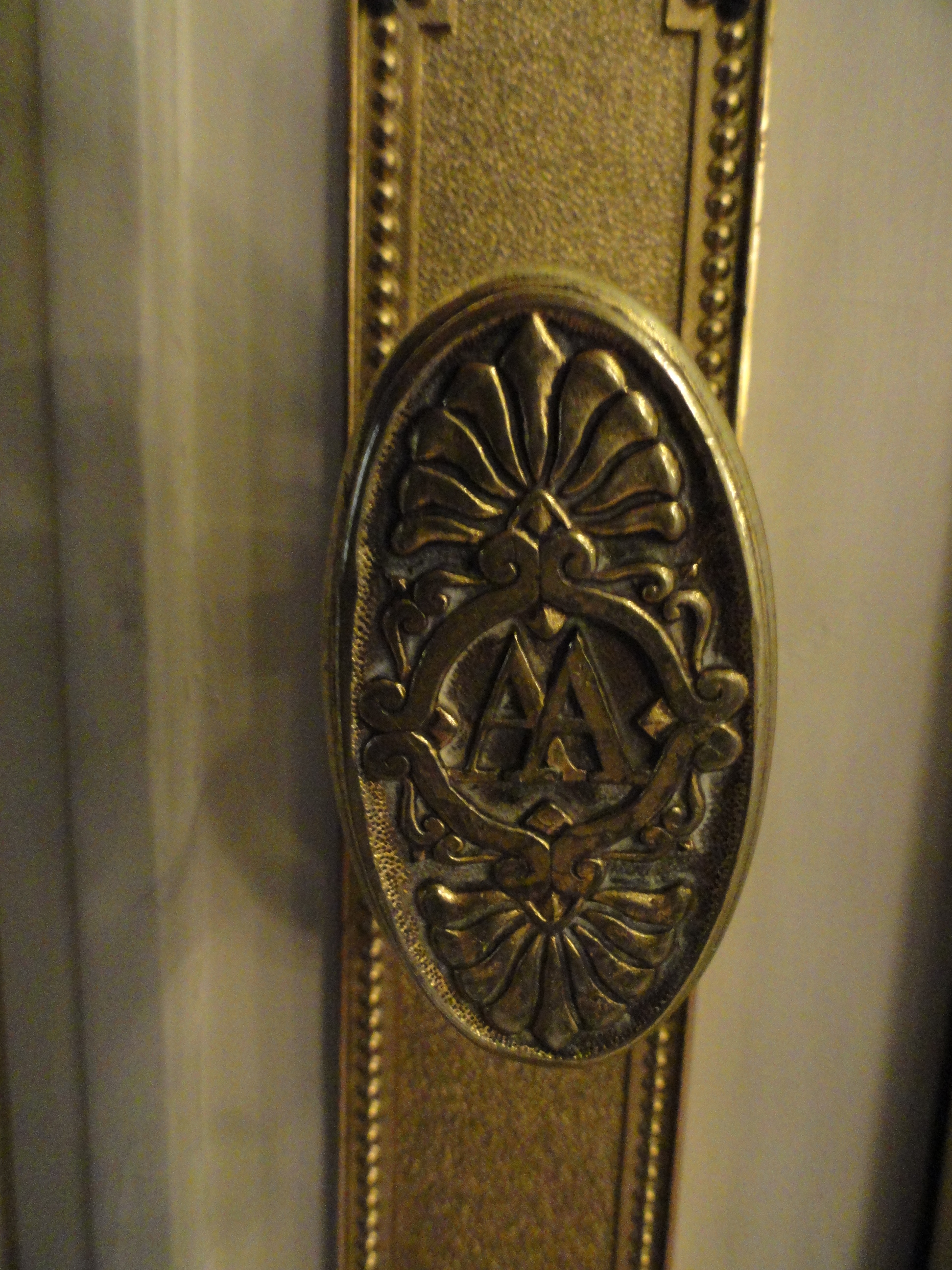
Bouton de porte portant les initiales « AA ».
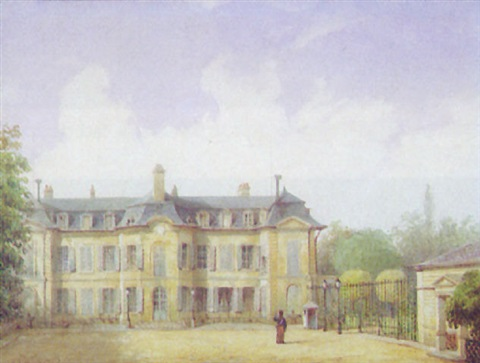
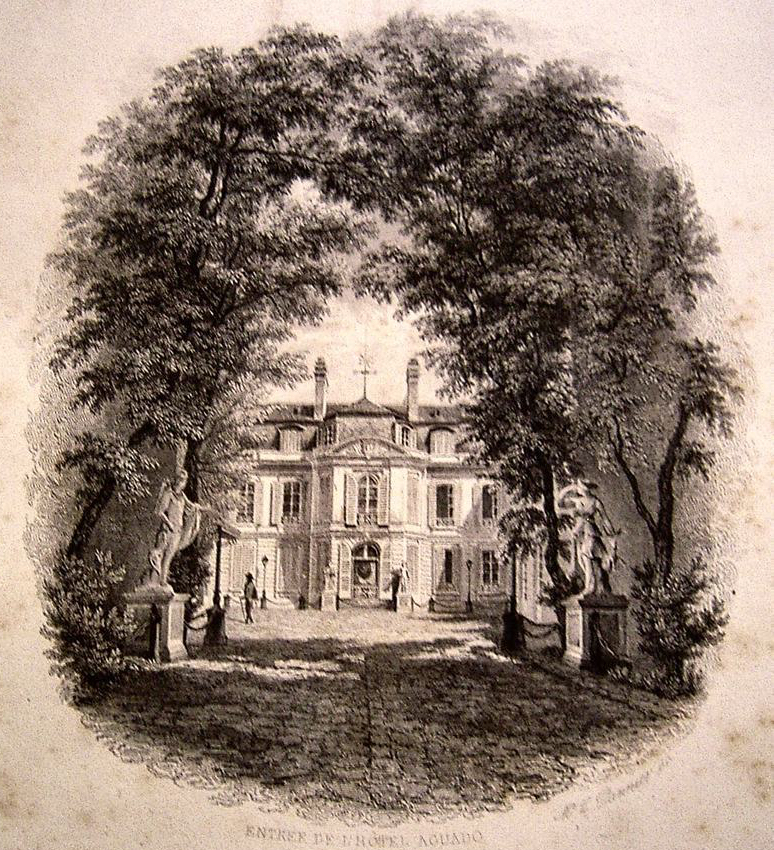
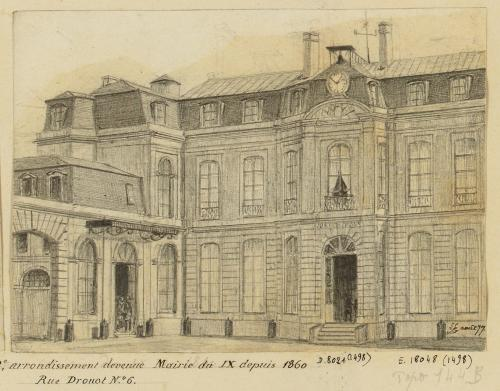

## Protection
L’édifice est inscrit partiellement aux monuments historiques pour sa façade sur cour et sa façade sur le jardin ainsi que pour la décoration du vestibule de la Justice de Paix, par arrêté du 19 octobre 1927.

## Anecdotes
C'est en ces lieux que se tient, en présence de l'écrivain Bernard Le Bouyer de Fontenelle, une des premières répétitions de la remise en musique d'Énée et Lavinie par le compositeur Antoine Dauvergne.
Après la chute de Robespierre, du 8 au 10 Thermidor an II, c'est à l'hôtel d'Augny que se tient un Bal des victimes.